# Savci
Savci – wieś w Słowenii, w gminie Sveti Tomaž. 1 stycznia 2018 liczyła 227 mieszkańców.